# Batnfjord
Der Batnfjord ist ein Fjord im Fylke Møre og Romsdal im westlichen Norwegen. Er befindet sich auf dem Gebiet der Gemeinde Gjemnes, rund 30 km südlich von Kristiansund und etwa 40 km nordöstlich von Molde.

## Geographie

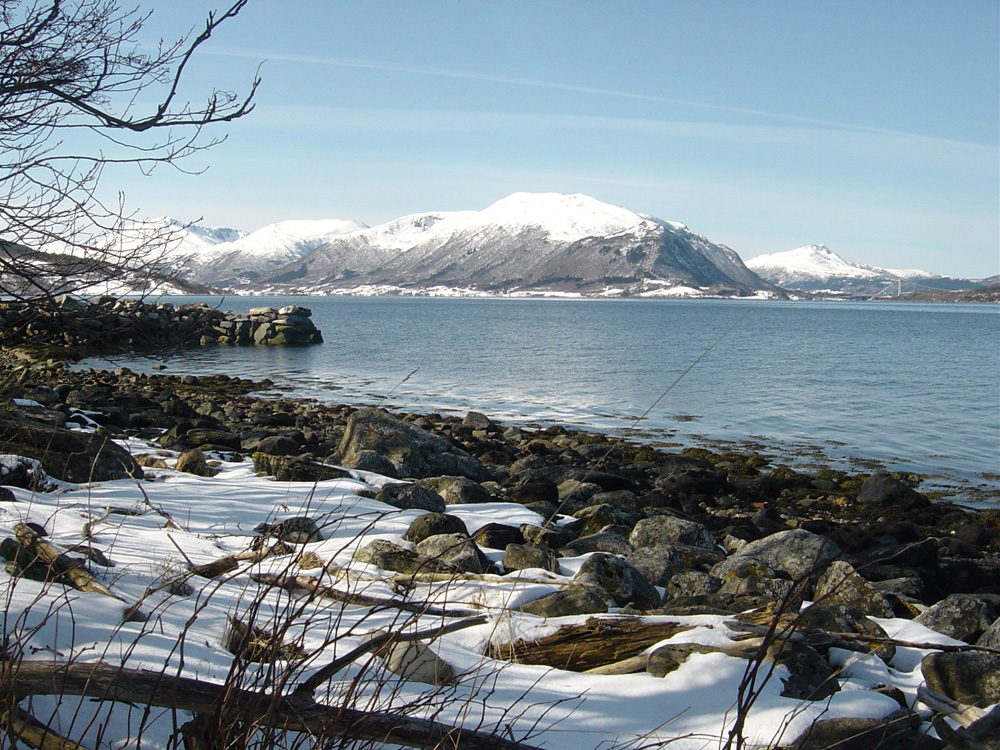
Blick von Osten über den Batnfjord auf Gjemnes; ganz rechts die Gjemnessundnbrücke

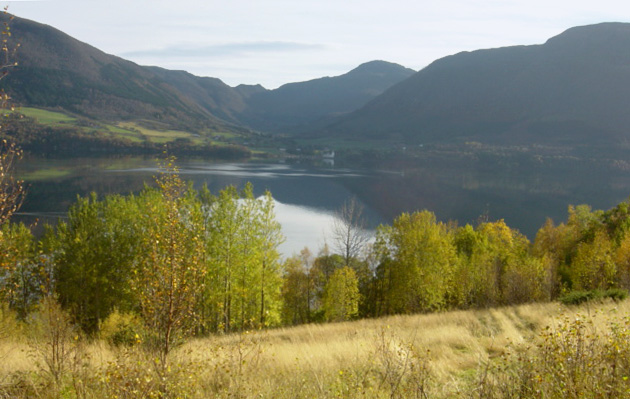
Blick von Norden über den Batnfjord auf das Skeisdal

Der zehn Kilometer lange und bis zu zwei Kilometer breite Fjord beginnt im Südwesten bei dem Dorf Batnfjordsøra, dem Verwaltungssitz der Gemeinde Gjemnes, wo der Fluss Batnfjordelva einmündet, und verläuft von dort in nordöstlicher Richtung bis unmittelbar südlich der Insel Bergsøya. Dort geht er in den weiter nach Nordosten bis zum Tingvollfjord verlaufenden, nur kurzen Bergsoyfjord über, während nach Norden der von der Gjemnessundbrücke überspannte Gjemnessund zum Kvernesfjord abzweigt. 
Bei Øre mündet der von Süden kommende Skeisdakselva in den Fjord, gegenüber der Blakstadelva.

## Siedlungen, Verkehr und Tourismus
Beide Ufer des Fjords und das Tal des Batnfjordelva sind besiedelt; neben Batnfjordsøra liegen auch die Siedlungen Gjemnes im Norden und Øre im Süden am Batnfjord. 
Am Nordufer des Fjords verläuft die Europastraße 39 von Molde nach Trondheim. Von dieser zweigt unmittelbar nach Überqueren der Gjemnessundbrücke auf der Insel Bergsøy die Rv70 mit dem Freifjordtunnel nach Kristiansund im Norden ab. Die Straße Fv666 führt am Südufer des Fjords entlang von Batnfjordsøra über Øre nach Torvikbukt am Bergsoyfjord und von dort weiter nach Osten und schließlich Südosten entlang dem Westufer des Tingvollfjords und dessen südlicher Fortsetzung Sunndalsfjord.
Der Fjord ist im Sommer ein beliebtes Reiseziel. In Batnfjordsøra befindet sich ein Hotel, und an den Ufern des Fjords gibt es zahlreiche vermietbare Hütten. Verbreitet ist der Angeltourismus; ein häufiger Fisch im Batnfjord ist der Lumb.